# Kỹ thuật

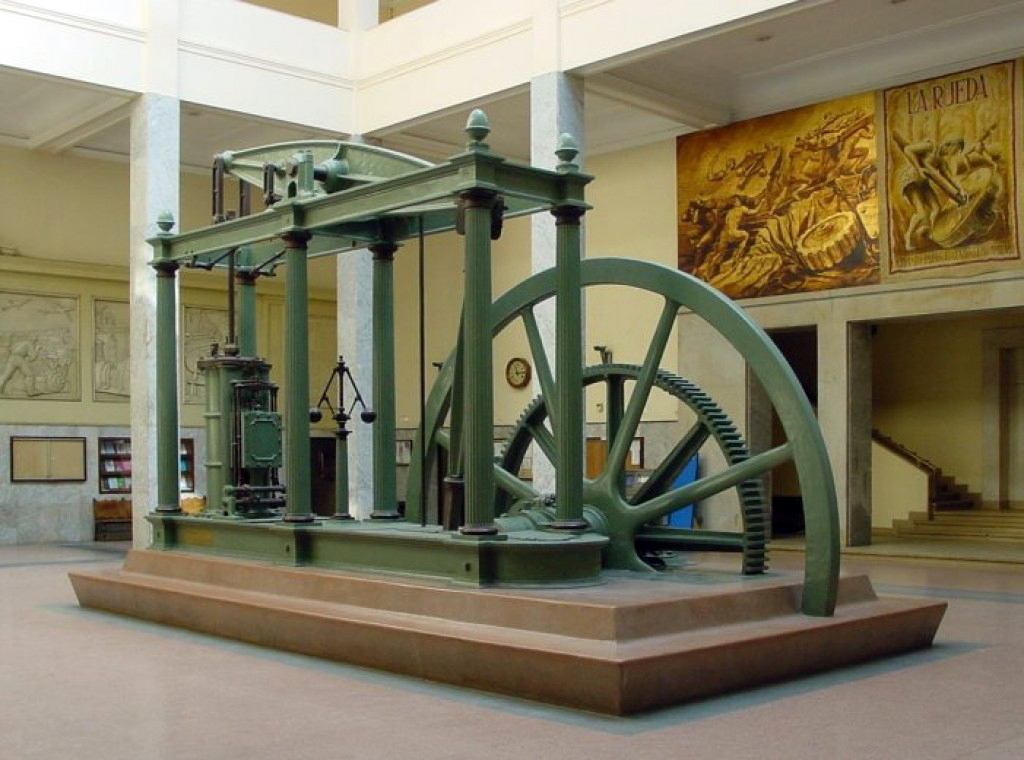
Máy hơi nước là đầu tàu chính của cuộc cách mạng công nghiệp, đánh dấu tầm quan trọng của kỹ thuật trong lịch sử hiện đại.

Kỹ thuật, hay là ngành kỹ sư, là việc ứng dụng kiến thức khoa học để mang lại giá trị thực tiễn. Một số hoạt động kỹ thuật có thể kể đến là thiết kế, chế tạo, vận hành những công trình, máy móc, quy trình, và hệ thống hóa một cách hiệu quả và kinh tế nhất. Ngành kỹ thuật vô cùng rộng, nó bao gồm một loạt các lĩnh vực kỹ thuật đặc thù hơn, mỗi lĩnh vực nhấn mạnh đến những lĩnh vực công nghệ và những kiểu ứng dụng riêng. Những người hành nghề kỹ thuật được gọi là kỹ sư.
Tổ chức ECPD (tiền thân của tổ chức ABET) của các kỹ sư Hoa Kỳ định nghĩa "kỹ thuật" là "việc ứng dụng một cách sáng tạo những nguyên lý khoa học vào việc thiết kế hay phát triển các cấu trúc, máy móc, công cụ, hay quy trình chế tạo, hay những công trình sử dụng chúng một cách riêng lẻ hay kết hợp với nhau; hay vào việc xây dựng hay vận hành những đối tượng vừa kể với sự ý thức đầy đủ về thiết kế của chúng; hay để dự báo đặc tính hoạt động của chúng khi được vận hành trong những điều kiện nhất định; tất cả những việc này đều hướng đến một tính năng mong muốn, tính kinh tế khi vận hành, và sự an toàn đối với con người và của cải."
Trong tiếng Việt, các từ "khoa học", "kỹ thuật", và "công nghệ" đôi khi được dùng với nghĩa tương tự nhau hay được ghép lại với nhau (chẳng hạn "khoa học kỹ thuật", "kỹ thuật công nghệ"). Tuy vậy, kỹ thuật khác với khoa học và công nghệ. Khoa học là hệ thống kiến thức về những định luật, cấu trúc, và cách vận hành của thế giới tự nhiên, được đúc kết thông qua việc quan sát, mô tả, đo đạc, thực nghiệm, phát triển lý thuyết bằng các phương pháp khoa học. Công nghệ là sự ứng dụng những phát minh khoa học vào những mục tiêu hoặc sản phẩm thực tiễn và cụ thể phục vụ đời sống con người, đặc biệt trong lĩnh vực công nghiệp hoặc thương mại.

## Lịch sử

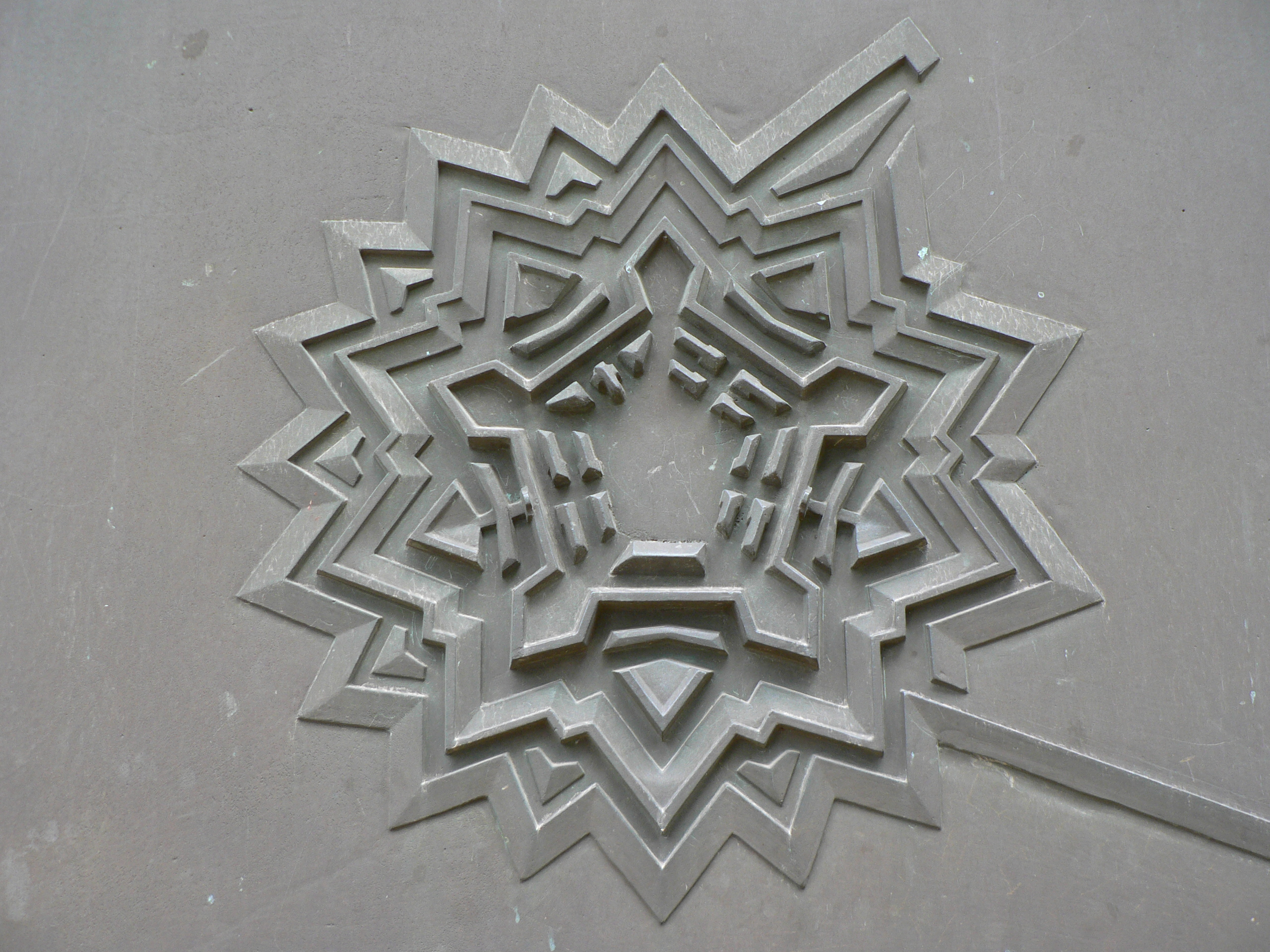
Hình khắc nổi bản đồ Thành Lille, thiết kế năm 1668 bởi Vauban, kỹ sư quân sự hàng đầu vào thời đó

Ngành kỹ thuật đã tồn tại từ thời cổ đại, khi nhân loại nghĩ ra những phát minh đầu tiên như cái nêm, đòn bẩy, bánh xe, ròng rọc. Thuật ngữ "kỹ thuật" (engineering) và "kỹ sư" (engineer) có nguồn gốc từ thế kỷ 14, từ thuật ngữ engine'er nhằm nói về "những người chế tạo vũ khí quân sự", còn engine được dùng để nói về các thiết bị dùng làm vũ khí công thành như máy bắn đá, máy lăng đá.
Sau đó, khi việc thiết kế công trình dân sự, như nhà ở hoặc cầu, dần phát triển trở thành một ngành kỹ thuật, thuật ngữ "kỹ thuật xây dựng dân dụng" (civil engineering) bắt đầu chính thức được dùng để phân biệt những kỹ sư có chuyên môn về công trình phi quân sự và những kỹ sư về quân sự.

### Thời cổ đại

Những người La Mã cổ đại đã xây những cầu máng để cung cấp nguồn nước sạch ổn định cho những thành thị trong lãnh thổ của họ.

Những công trình vĩ đại như kim tự tháp Ai Cập cổ, đài chiêm tinh Ziggurat vùng Lưỡng Hà, thành Acropolis và đền Parthenon ở Hy Lạp, Đền Solomon ở Jerusalem, hệ thống cầu máng Pont du Gard, đại lộ Appia (Via Appia) và Đấu trường La Mã, thành phố Teotihuacan, đền Brihadishvara... là những ví dụ minh chứng cho trình độ và tài năng của những kỹ sư thời cổ đại. Những công trình khác, tuy không còn tồn tại, như Vườn treo Babylon và Hải đăng Alexandria, là những thành tựu kỹ thuật quan trọng vào thời xa xưa và được xem là Bảy kỳ quan của thế giới cổ đại.
Các loại máy cơ đơn giản được nghiên cứu và đề cập đến đầu tiên bởi nhà khoa học người Hy Lạp, Archimedes vào thế kỷ thứ 3 trước Công nguyên, khi ông viết hai tác phẩm "Về sự cân bằng của các hành tinh" (On the Equilibrium of Planes) và "Về các vật thể nổi" (On Floating Bodies). Tuy nhiên, việc phát minh ra các loại máy cơ đơn giản đã có từ rất lâu trước đó. Cái nêm và đòn bẩy được biết đến từ thời Đồ Đá. Bánh xe cùng với hệ cơ học "trục và bánh xe" được phát minh ở vùng Lưỡng Hà (Iraq ngày nay) vào khoảng thiên niên kỷ thứ 5 TCN. Đòn bẩy chính thức được ứng dụng làm công cụ lần đầu tiên vào khoảng 5.000 năm trước ở vùng Cận Đông, khi đó được người Ai Cập cổ đại sử dụng để làm cân và di chuyển những vật nặng. Đòn bẩy còn được ứng dụng làm cần kéo nước (shadoof hoặc shaduf) – loại cần cẩu đầu tiên của nhân loại – ở vùng Lưỡng Hà vào khoảng 3.000 năm TCN và ở Ai Cập khoảng 2.000 năm TCN. Bằng chứng sớm nhất về việc sử dụng ròng rọc được tìm thấy ở vùng Lưỡng Hà từ khoảng 2.000 năm TCN và ở Ai Cập cổ đại vào thời Vương triều thứ Mười Hai (1991–1802 TCN). Đinh ốc, loại máy cơ học đơn giản phát minh sau cùng, được tìm thấy ở vùng Lưỡng Hà vào thời Đế quốc Tân Assyria (911–609 TCN). Người Ai Cập cổ đại đã ứng dụng ba trong số sáu máy cơ học đơn giản kể trên – mặt phẳng nghiêng, nêm, và đòn bẩy – để xây dựng những công trình vĩ đại như Đại kim tự tháp Giza. Những loại máy thủy lực đầu tiên như guồng nước, cối xay nước, được sử dụng sớm nhất ở thời Đế quốc Ba Tư (Iraq và Iran ngày nay) vào khoảng thế kỷ thứ 4 TCN.
Imhotep, một người sống vào thời Ai Cập cổ đại, thường được ghi nhận là kỹ sư đầu tiên trong lịch sử nhân loại. Vốn là vị tể tướng dưới thời vua Pharaon triều đại thứ Ba Djoser, ông được cho là người đã thiết kế và giám sát việc xây dựng Kim tự tháp Djoser (kim tự tháp bậc thang) ở Saqqara, Ai Cập vào khoảng năm 2625 TCN. Công trình Kim tự tháp Djoser do Imhotep xây dựng được xem là đại kim tự tháp bằng đá đầu tiên ở Ai Cập vì các lăng mộ Pharaon trước đó chỉ làm bằng gỗ hoặc gạch bùn phơi khô đồng thời góp phần giúp Ai Cập trở thành vùng đất của những công trình đá vĩ đại. Imhotep đã giải quyết những vấn đề kỹ thuật khó khăn khi xây dựng kim tự tháp như tìm cách tạo bề mặt nền móng bằng phẳng bằng cách đào kênh dẫn nước sông Nile vào và dùng nước để làm chuẩn khi xây dựng. Ông cũng tìm ra cách xẻ đá và vận chuyển những khối đá lớn để xây dựng kim tự tháp.
Người Hy Lạp cổ đại cũng phát minh ra những loại máy móc cơ học để sử dụng trong lĩnh vực quân sự và xây dựng. Máy Antikythera, được xem là máy tính analog cơ đầu tiên của nhân loại, cùng với những phát minh của nhà khoa học thiên tài Archimedes, được xem là những ví dụ cho sự phát triển của ngành kỹ thuật của người Hy Lạp cổ. Archimedes là người chú trọng về việc thực nghiệm và ứng dụng những kết quả của lý thuyết vào thực tế, với những phát minh trong lĩnh vực cơ học như bơm trục vít Archimedes (vẫn được dùng đến ngày nay), máy Antikythera (nghiên cứu các hiện tượng thiên văn), pa lăng (bộ gồm nhiều ròng rọc), máy bắn đá, tia chiếu hội tụ... Việc phát minh ra máy Antikythera đòi hỏi kiến thức sâu sắc về hệ truyền động vi sai (differential gearing) và ngoại luân (epicyclic gearing) –hai nguyên lý chính yếu trong lý thuyết cơ học máy, sau này được ứng dụng trong thiết kế hệ truyền động bánh răng vào thời Cách mạng công nghiệp và vẫn được tiếp tục sử dụng đến ngày nay trong rất nhiều lĩnh vực, như kỹ thuật ô tô hoặc robot học.
Quân đội của những đế chế cổ đại như Trung Hoa, Hy Lạp, La Mã, và Hung đã ứng dụng những phát minh quân sự trong các trận chiến của họ, như cung tên (được phát minh bởi người Hy Lạp từ khoảng thế kỷ thứ 4 TCN), tàu chiến ba tầng (trireme), máy phóng đá (ballista), và máy bắn đá. Máy lăng đá (trebuchet) được phát minh vào thời Trung Cổ.

### Thời Trung Cổ

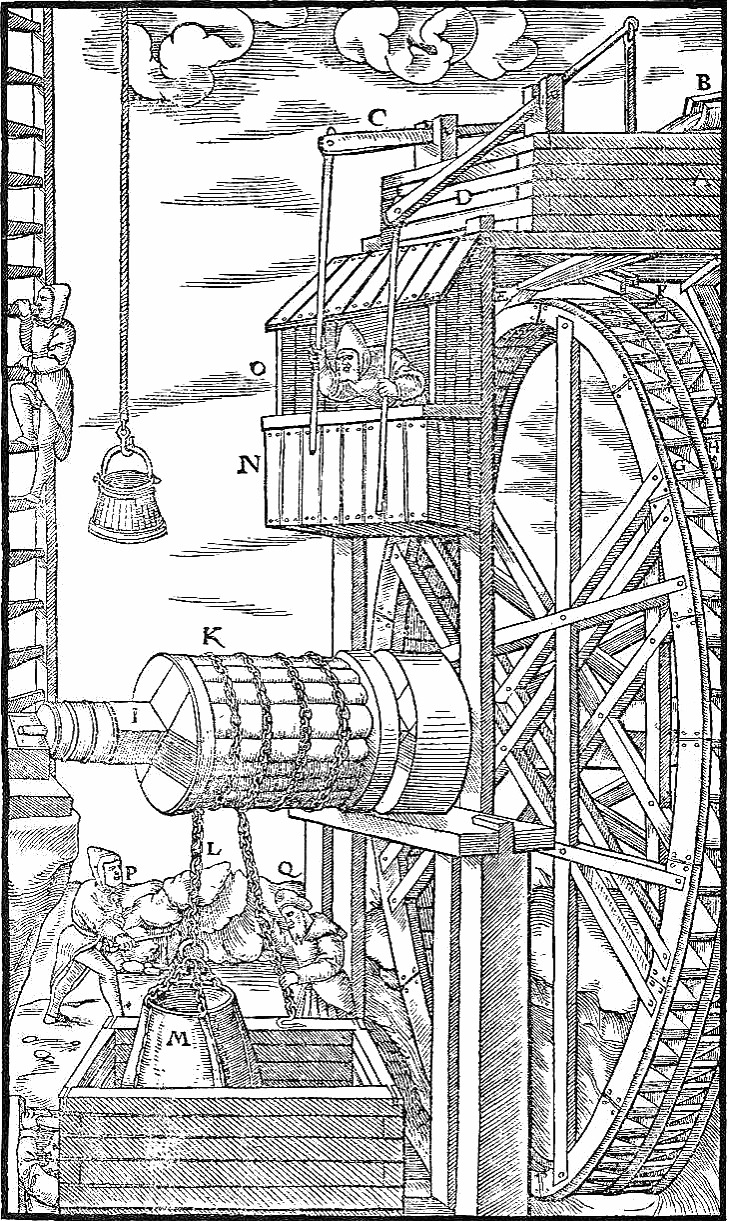
Một hệ thống cần trục chạy bằng thủy lực dùng để di chuyển quặng trong các hầm mỏ, vào khoảng năm 1556

Những loại máy chạy bằng sức gió đầu tiên như cối xay gió hay bơm gió (wind pump) được phát minh vào thời đại hoàng kim Hồi giáo, khoảng thế kỷ thứ 9 sau Công nguyên, ở vùng cộng đồng Hồi giáo (khu vực các nước Iran, Afghanistan, và Pakistan ngày nay). Những loại máy vận hành bằng hơi nước, như máy nướng thịt chạy bằng tuabin hơi nước, được mô tả lần đầu tiên bởi Taqi ad-Din Muhammad ibn Ma'ruf khoảng năm 1551 vào thời kì Ai Cập thuộc Ottoman.
Máy tách sợi bông (cotton gin) đầu tiên được phát minh tại Ấn Độ vào khoảng thế kỷ thứ 6 sau Công nguyên, và guồng quay tơ (guồng xe sợi) được phát minh đầu tiên tại vùng cộng đồng Hồi giáo vào khoảng thế kỷ 11 sau Công nguyên, cả hai phát minh này được xem là nền tảng phát triển của ngành công nghiệp sợi bông sau này. Guồng quay tơ là tiền thân của máy xe nhiều sợi (spinning jenny) – thiết bị quan trọng trong giai đoạn đầu của thời kỳ Cách mạng công nghiệp vào thế kỷ thứ 18. Trục khuỷu và trục cam được phát minh bởi Ismail al-Jazari ở vùng Thượng Lưỡng Hà vào khoảng năm 1206, và sau này trở thành bộ phận quan trọng trong các loại máy móc hiện đại như động cơ hơi nước, động cơ đốt trong, và cơ cấu điều khiển tự động.
Những thiết bị lập trình đầu tiên được phát minh ở khu vực cộng đồng Hồi giáo. Bộ sắp xếp dãy âm thanh (audio sequencer), một dụng cụ âm nhạc lập trình được, là loại thiết bị lập trình xuất hiện sớm nhất. Bộ sắp xếp dãy âm thanh đầu tiên là máy thổi sáo tự động, được phát minh bởi anh em Banu Musa, được ghi chép trong tác phẩm "Sách về những thiết bị tân tiến" (Book of Ingenious Devices), vào khoảng thế kỷ thứ 9. Vào năm 1206, Ismail al-Jazari đã phát minh ra những robot lập trình đầu tiên. Ông mô tả bốn vị nhạc công tự động, bao gồm những tay trống được vận hành bởi máy đánh trống lập trình có thể chơi các tiết tấu và nhịp điệu khác nhau. Ismail al-Jazari cũng phát minh ra tháp đồng hồ, một loại đồng hồ thiên văn cơ học thủy lực, được xem là loại máy tính analog khả trình đầu tiên.
Trước khi các ngành kỹ thuật hiện đại phát triển như ngày nay, những thợ thủ công như thợ máy, thợ đồng hồ, người đo đạc, đã ứng dụng toán học vào công việc của mình. Trong khi đó, những trường đại học được cho rằng đã không đóng góp gì đáng kể đến sự phát triển của công nghệ.:32
Hệ thống tiêu chuẩn cho kỹ thuật cơ khí đầu tiên được đề cập đến trong trước tác về ngành kỹ thuật khai khoáng "Về bản chất của các kim loại" (De re metallica) ra đời năm 1556, trong trong thời kỳ Phục Hưng. Tác phẩm De re metallica đề cập đến nhiều chủ đề bao gồm địa chất học và khai khoáng; đồng thời là tiêu chuẩn tham khảo cho ngành hóa học trong suốt 180 năm sau đó.

### Thời kỳ hiện đại

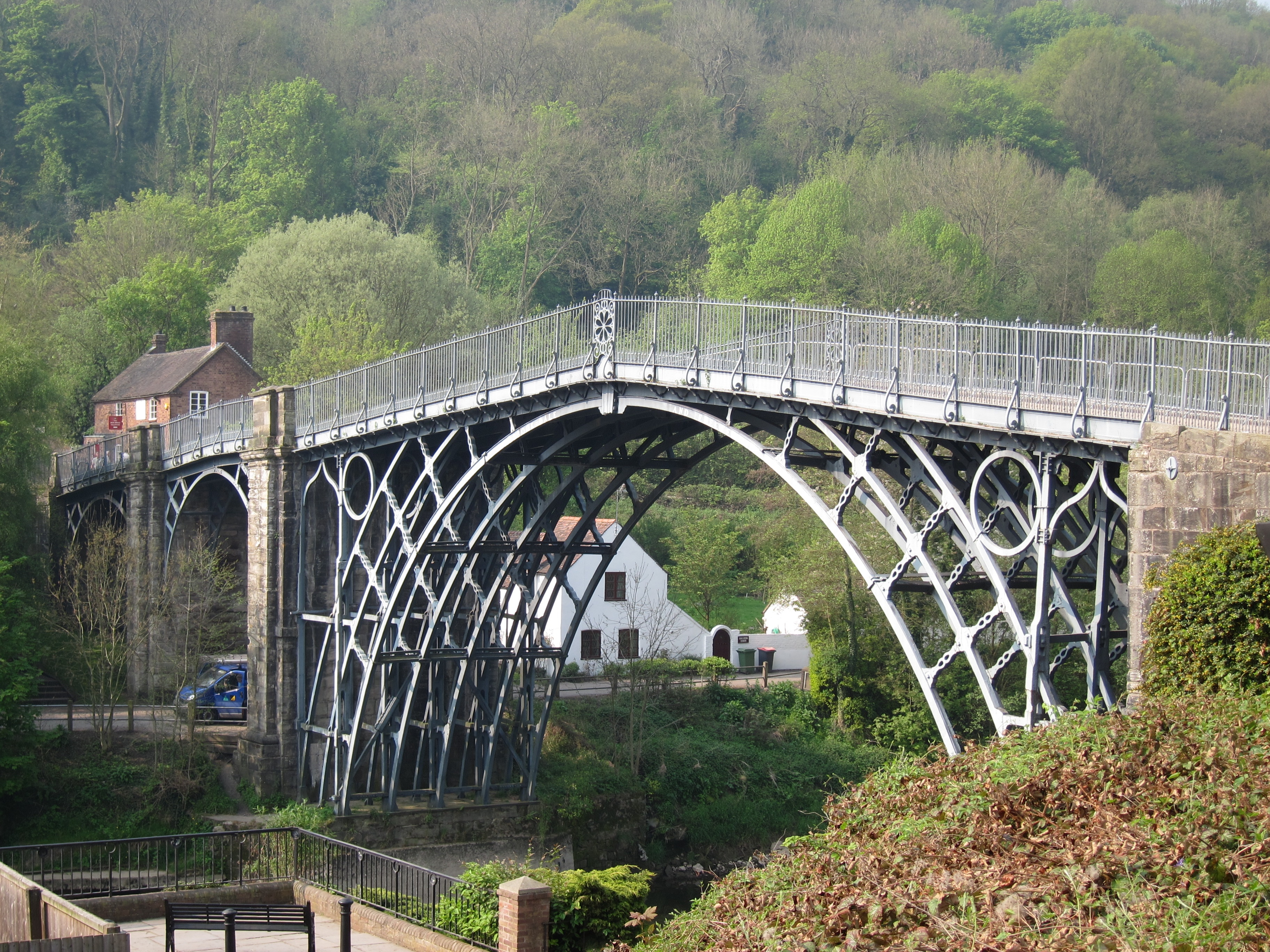
Động cơ hơi nước ra đời đã sử dụng than cốc để thay thế cho than củi trong quá trình luyện gang–thép, giúp giảm giá thành vật liệu và cung cấp nhiều loại vật liệu mới dùng cho việc xây dựng cầu. Cây cầu trong hình được làm từ gang, sau đó được thay thế bởi loại sắt rèn ít gãy giòn hơn.

Lĩnh vực cơ học cổ điển, hay còn gọi là cơ học Newton, được xem là nền tảng của những ngành kỹ thuật hiện đại. Nhờ vào sự phát triển mạnh khi công việc kỹ sư dần trở thành những nghề nghiệp có chuyên môn cao vào thế kỷ 18, thuật ngữ "kỹ thuật" được dùng cho những lĩnh vực có ứng dụng đến toán học và khoa học. Tương tự, những lĩnh vực thuộc nhóm ngành kỹ nghệ cơ học thời Trung cổ (mechanic arts) như nông nghiệp, quân sự, xây dựng, luyện kim..., dần được tập hợp chung thành nhóm các ngành "kỹ thuật".
John Smeaton, kỹ sư người Anh, được xem là "cha đẻ" của ngành kỹ thuật xây dựng. Ông từng đảm trách việc thiết kế nhiều công trình như cầu, kênh đào, hải cảng, và hải đăng. Ông cũng là một kỹ sư cơ khí tài năng và đồng thời là nhà vật lý lừng lẫy. Smeaton đã nghiên cứu và tiến hành thực nghiệm dựa trên mô hình bánh xe nước trong suốt bảy năm nhằm tìm cách tăng hiệu suất hoạt động của nó. Ông cũng đã ứng dụng trục và bánh răng bằng sắt vào những bánh xe nước,:69 đồng thời cải tiến động cơ hơi nước của Newcomen. Ngoài ra, Smeaton là người đầu tiên sử dụng "vữa vôi thủy hóa" (hydraulic lime, một dạng vữa vôi được hydrat hóa) và kỹ thuật sử dụng những khối đá granit làm mộng đuôi én trong việc xây dựng Hải đăng Eddystone (1755–1759). Smeaton được xem là người có đóng góp lớn đến việc phát triển của xi măng hiện đại vì ông đã tìm ra công thức pha trộn thích hợp để đạt tính hóa cứng (hydraulicity) cho vữa vôi, giúp dẫn đến việc phát minh ra xi măng Portland sau này.
Những ngành khoa học ứng dụng cũng đã giúp dẫn đến sự phát triển của động cơ hơi nước với hàng loạt phát minh trong thế kỷ 17 và 18. Evangelista Torricelli, nhà khoa học người Ý và là học trò của Galileo, đã phát minh ra áp kế và cách đo áp suất khí quyển vào năm 1643. Đến năm 1656, nhà sáng chế người Đức Otto von Guericke đã minh họa lực tác động tạo ra bởi áp suất khí quyển bằng thí nghiệm sử dụng quả cầu Magdeburg. Nhà vật lý người Pháp, Denis Papin, đã tạo mô hình thí nghiệm động cơ hơi nước và piston vào năm 1707. Edward Somerset, Hầu tước đệ Nhị xứ Worcester, đã xuất bản cuốn sách tổng hợp 100 phát minh trong đó có phương pháp nâng khối lượng nước. Samuel Morland, nhà phát minh người Anh chuyên về các loại bơm, đã để quên những bản thảo thiết kế bơm hơi nước ở văn phòng Bộ lãnh thổ quốc phòng (Ordinance Office) và Thomas Savery, một nhà phát minh người Anh khác, tình cờ tìm thấy. Savery sau đó đã thiết kế bơm hơi nước đầu tiên vào năm 1698, mà ông đặt tên là "Bạn của thợ mỏ" (The miner's friend); loại bơm này sử dụng cả áp suất chân không và áp suất dương. Thomas Newcomen, nhà phát minh người Anh, người đã tạo ra động cơ hơi nước có piston được sử dụng thương mại đầu tiên vào năm 1712, được cho rằng chưa được đào tạo bài bản về khoa học trước đó.

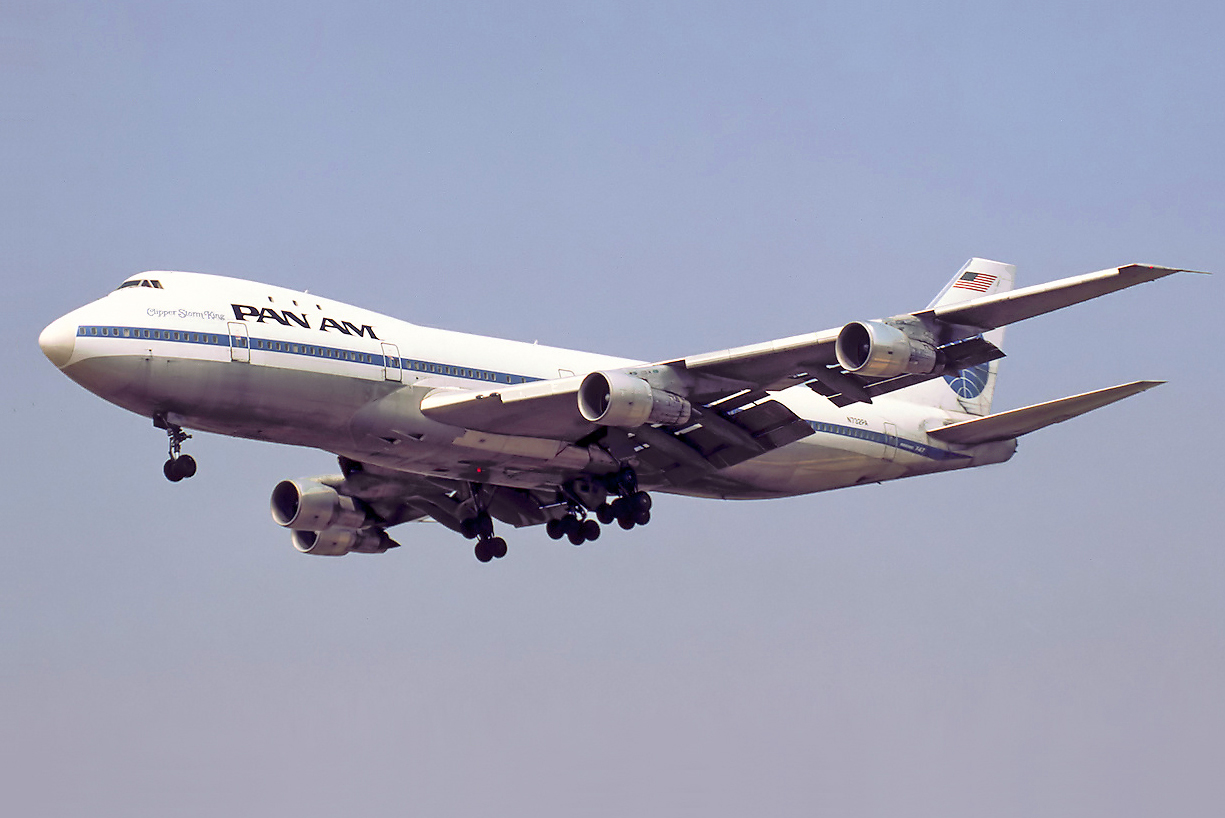
Máy bay phản lực thân rộng

Việc ứng dụng xi lanh gang xám chạy bằng hơi nước dùng để cung cấp khí nén cho lò luyện gang giúp tăng sản lượng sản xuất sắt trong thế kỷ 18. Nhờ năng lượng hơi nước, nhiệt độ lò cao tăng lên, đá vôi được sử dụng, giúp chuyển đổi nhiên liệu đốt từ than củi sang than cốc. Những phát minh này làm hạ giá thành sản xuất sắt, giúp việc sử dụng đoàn xe ngựa kéo và xây dựng cầu sắt trở nên dễ dàng hơn. Quy trình khuấy luyện, phát minh bởi Henry Cort vào năm 1784, cho phép tăng hiệu suất sản xuất sắt rèn lên. Phương pháp thổi gió nóng, được phát minh bởi James Beaumont Neilson vào năm 1828, giúp giảm lượng nhiên liệu cần thiết để nấu chảy quặng sắt. Ngoài ra, sự phát triển của động cơ hơi nước áp suất cao dẫn đến sự phổ biến của những động cơ đầu kéo hơi nước và tàu hơi nước. Những quy trình sản xuất thép tiên tiến như quy trình Bessemer hay lò nung đáy bằng (lò Martin) đã mở đường cho sự phát triển của các ngành công nghiệp nặng vào cuối thế kỷ 19. Một trong những kỹ sư nổi tiếng nhất giai đoạn giữa thế kỷ 19 là Isambard Kingdom Brunel, với nhiều công trình như đường ray xe lửa, xưởng sửa chữa đóng tàu, và tàu hơi nước.

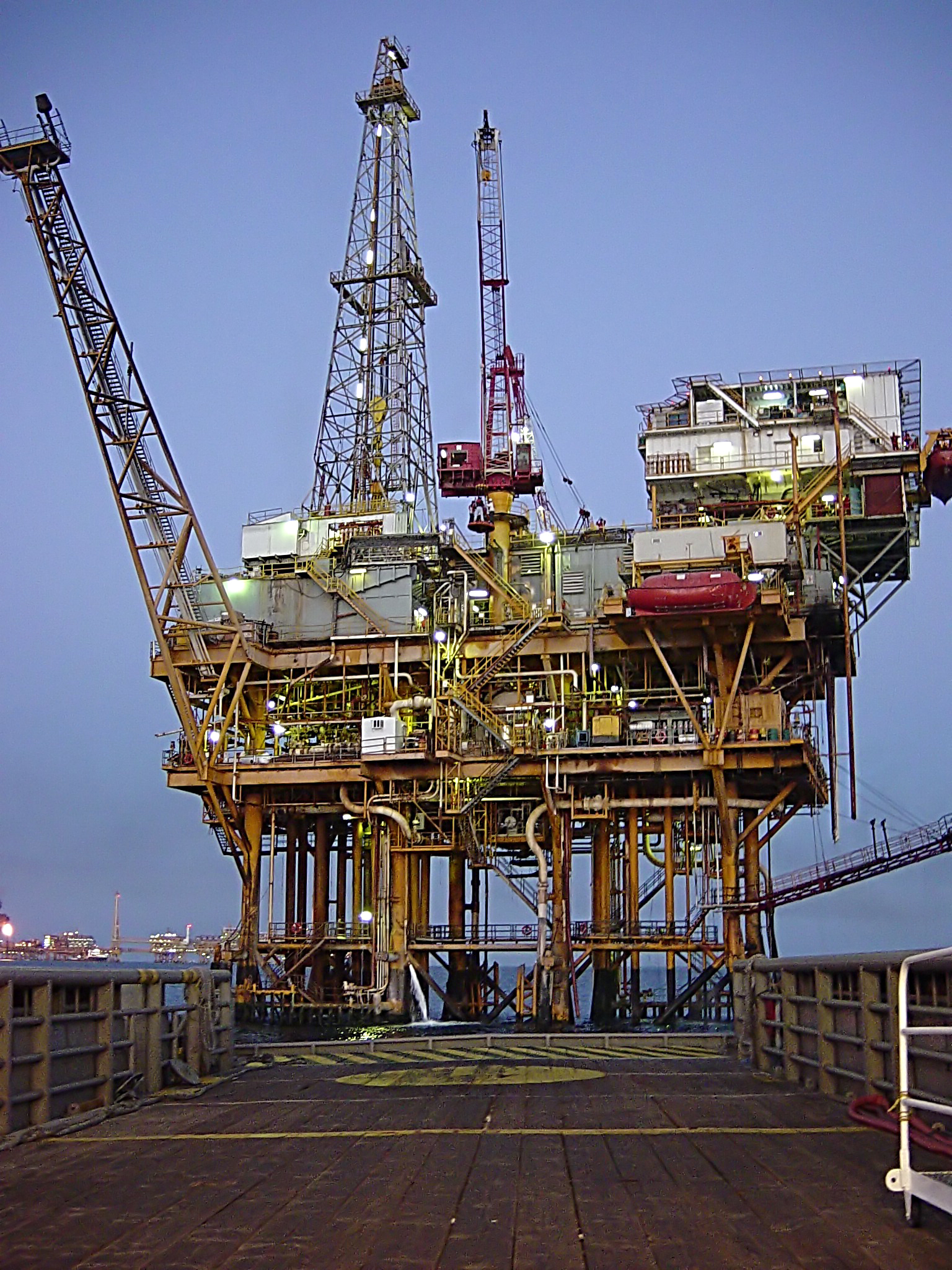
Một giàn khoan ngoài khơi, Vịnh Mexico

Cách mạng công nghiệp đã tạo ra nhu cầu rất lớn về máy móc bằng kim loại, từ đó dẫn đến sự phát minh ra nhiều loại máy công cụ. John Wilkinson, nhà sáng chế người Anh, phát minh ra máy khoan bàn (hay còn gọi là máy khoan đứng) vào năm 1774 được xem là loại máy công cụ đầu tiên. Máy khoan đứng của Wilkinson, với khả năng có thể khoan lỗ có đường kính lên tới 1.250 mm với sai số chỉ 1 mm, được xem là một bước tiến vượt bậc vào thời đó và giúp hỗ trợ sự phát triển mạnh mẽ của các động cơ hơi nước. Các loại máy công cụ khác cũng lần lượt ra đời, như máy tiện ren, máy phay, máy tiện vô tâm (turret lathe), máy bào kim loại. Kỹ thuật cơ khí chính xác được phát triển vào nửa đầu thế kỷ 19. Các loại khuôn dẫn, gá lắp, bắt đầu được sử dụng để định hướng và cố định vật liệu khi gia công, giúp tăng độ chính xác. Những loại máy công cụ bắt đầu có thể sản xuất ra những linh kiện có thể thay thế được, từ đó dẫn đến việc sản xuất quy mô lớn vào cuối thế kỷ 19.
Theo thống kê điều tra dân số Hoa Kỳ vào năm 1850, số lượng "kỹ sư" vào khoảng 2.000 người. Trước năm 1865, chưa đến 50 người tốt nghiệp đào tạo về ngành kỹ thuật ở Mỹ. Năm 1870, chỉ khoảng 12 sinh viên tốt nghiệp ngành kỹ thuật cơ khí, sau đó tăng lên 43 người tốt nghiệp vào năm 1875. Đến năm 1890, có khoảng 6.000 kỹ sư trong các ngành kỹ thuật xây dựng, khai khoáng, cơ khí, và điện.
Trước năm 1875, đại học Cambridge chưa đào tạo ngành cơ học ứng dụng; còn đại học Oxford đến năm 1907 mới bắt đầu có ngành kỹ thuật đầu tiên. Nước Đức thành lập các trường đại học về kỹ thuật sớm hơn các đại học ở Anh. Bằng Tiến sĩ Kỹ thuật (gọi đúng hơn là "Tiến sĩ Khoa học ứng dụng và Kỹ thuật") đầu tiên ở Hoa Kỳ được trao cho Josiah Willard Gibbs tại Đại học Yale vào năm 1863. Đây cũng là bằng Tiến sĩ về khoa học thứ hai được trao tại Hoa Kỳ.
Ngành kỹ thuật điện được hình thành vào thế kỷ 19 nhờ vào những thí nghiệm của những nhà khoa học như Alessandro Volta, Michael Faraday, Georg Ohm, cùng với sự phát minh ra điện báo vào năm 1816 bởi Francis Ronalds và động cơ điện vào năm 1837 bởi Thomas Davenport. Những công trình nghiên cứu lý thuyết của James Maxwell và Heinrich Hertz vào cuối thế kỷ 19 đã mở đường cho sự ra đời của lĩnh vực điện tử. Những phát minh sau đó, như đèn điện tử chân không và transistor, đã giúp lĩnh vực kỹ thuật điện–điện tử thu hút nhiều kỹ sư hơn bất kỳ ngành kỹ thuật nào khác.
Ngành kỹ thuật hóa học được phát triển vào cuối thế kỷ 19. Việc sản xuất quy mô công nghiệp đòi hỏi phải sử dụng những loại vật liệu mới và quy trình sản xuất mới; chưa kể nhu cầu sản xuất hóa chất số lượng nhiều đã dẫn đến việc ra đời một lĩnh vực kỹ thuật riêng biệt. Vai trò của các kỹ sư hóa học liên quan đến việc thiết kế những nhà máy và quy trình sản xuất hóa chất.

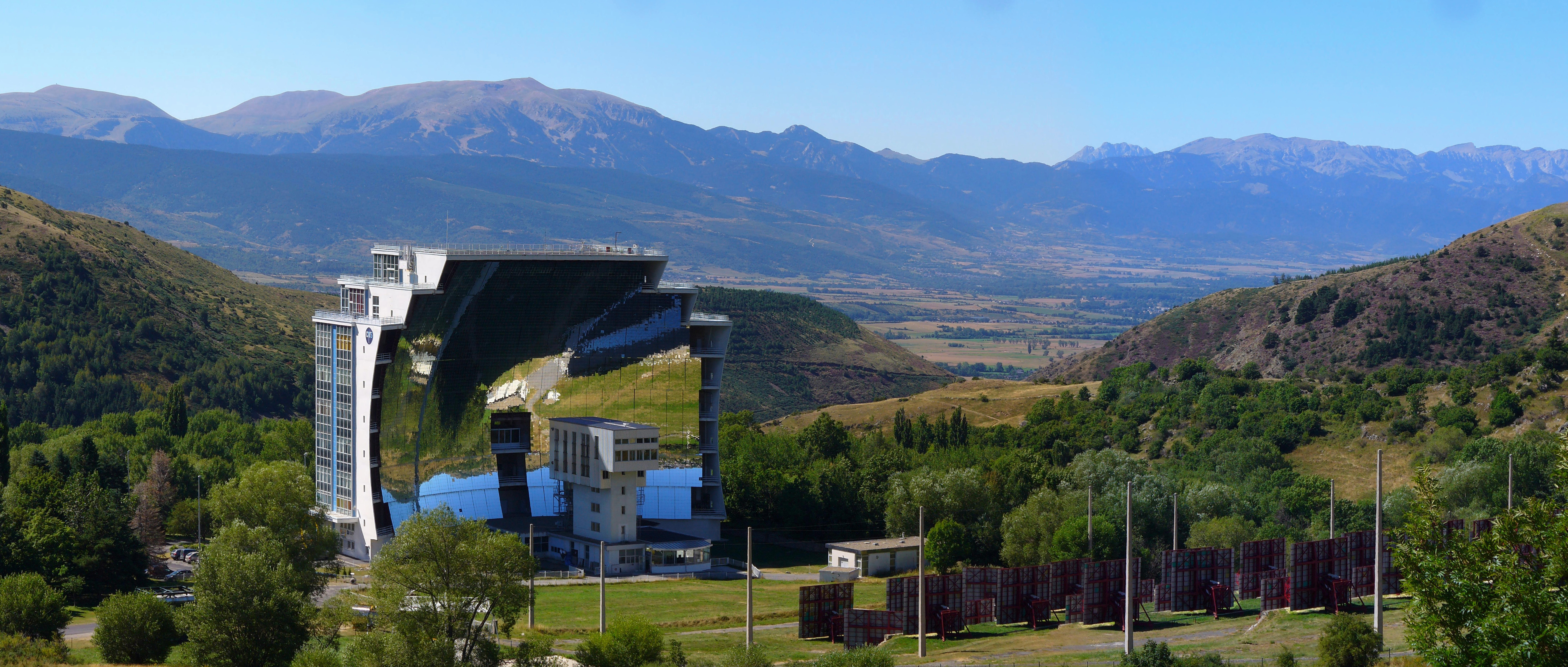
Lò đốt năng lượng mặt trời Odeillo ở Pyrénées-Orientales, Pháp, có thể đạt đến nhiệt độ 3.500 °C

Ngành kỹ thuật hàng không là lĩnh vực thiết kế máy bay trong khi ngành kỹ thuật hàng không vũ trụ là một lĩnh vực mới, liên quan đến việc thiết kế tàu vũ trụ. Những người khởi đầu các ngành này là những nhà tiên phong vào đầu thế kỷ 20 tuy đã được nghiên cứu bởi George Cayley từ cuối thế kỷ 18. Những kiến thức thuở sơ khai của ngành kỹ thuật hàng không phần lớn đến từ kinh nghiệm cộng với những lý thuyết và kỹ năng tích lũy từ các lĩnh vực kỹ thuật khác.
Chỉ một thế kỷ sau chuyến bay thành công của anh em nhà Wright, ngành kỹ thuật hàng không đã đạt bước tiến mạnh mẽ, khi phát triển những loại chiến đấu cơ phục vụ cho Thế chiến thứ Nhất. Trong khi đó, những nghiên cứu về khoa học cơ bản vẫn được tiếp tục nhờ vào việc kết hợp vật lý lý thuyết và thực nghiệm.

## Những ngành chính

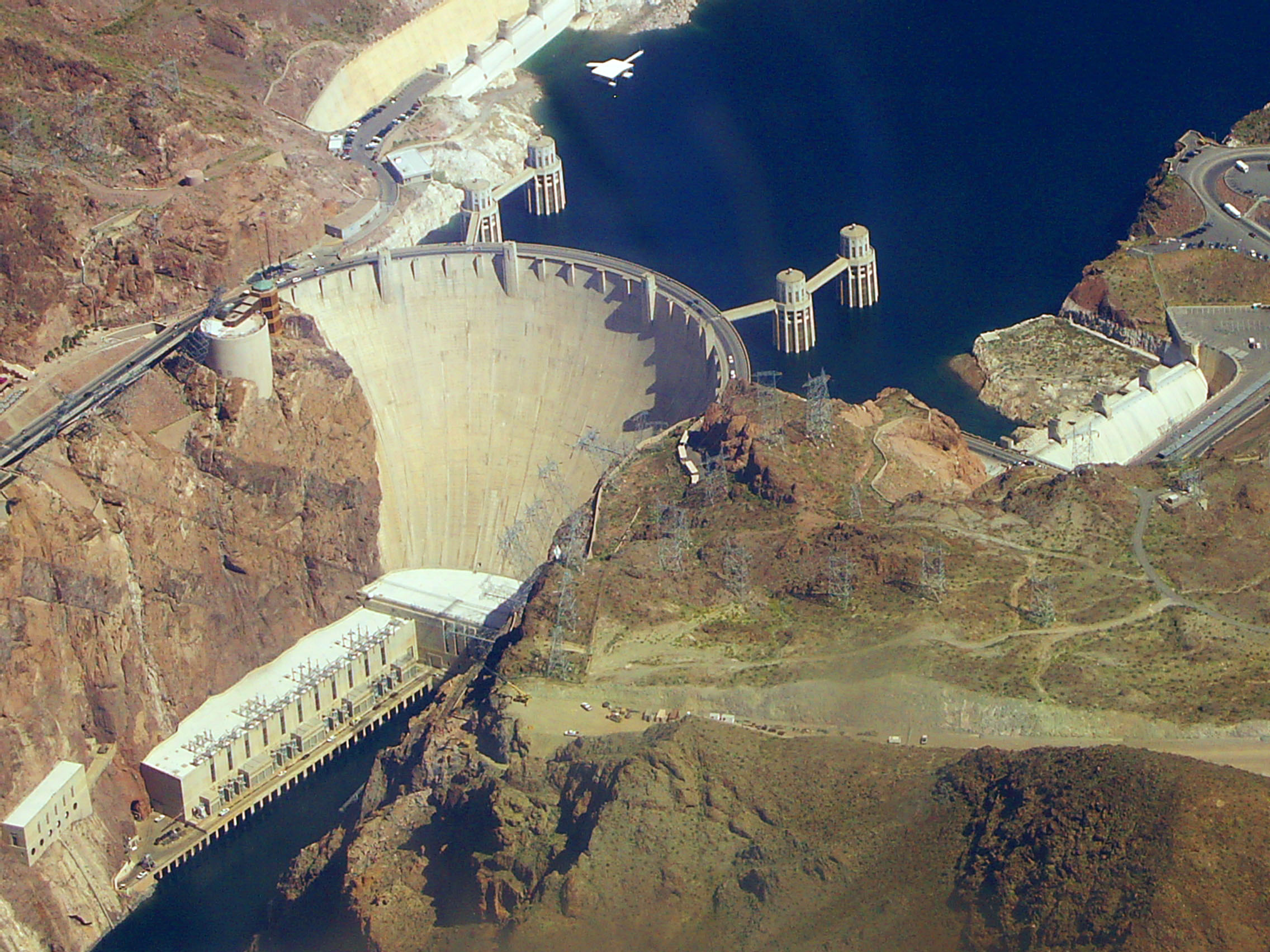
Đập Hoover, chắn ngang sông Colorado, một công trình kỹ thuật nổi tiếng ở Hoa Kỳ.

Kỹ thuật là một ngành rộng và thường được chia thành nhiều ngành con. Những ngành này liên quan đến những lĩnh vực công việc kỹ thuật khác nhau. Mặc dù ban đầu người kỹ sư có thể được đào tạo trong một ngành cụ thể, nhưng trong suốt sự nghiệp của mình người này có thể làm việc liên quan đến nhiều ngành và trong những lĩnh vực công việc khác nhau. Kỹ thuật thường được xem là có bốn ngành chính: kỹ thuật cơ khí, kỹ thuật điện, kỹ thuật hóa học, và kỹ thuật xây dựng.

### Kỹ thuật cơ khí
Kỹ thuật cơ khí là lĩnh vực nghiên cứu, thiết kế, và chế tạo những hệ thống cơ học dựa trên những hiểu biết về những lĩnh vực cơ bản như động học, tĩnh học, nhiệt động lực học, cơ học lưu chất, truyền nhiệt, và cơ tính vật liệu. Kỹ thuật cơ khí có bốn phân nhánh quan trọng: thiết bị–máy móc dùng để sản xuất hàng hóa, sản xuất năng lượng, thiết bị quân sự, và kiểm soát môi trường. Những ứng dụng của kỹ thuật cơ khí bao gồm hệ thống cung cấp điện và năng lượng, sản phẩm hàng không và không gian, hệ thống vũ khí, phương tiện vận tải, động cơ đốt trong, tàu điện, chuỗi động (kinematic chain), công nghệ chân không, thiết bị cách ly rung động, robot, tuabin, thiết bị âm thanh, hệ thống sản xuất công nghiệp, kỹ thuật nhiệt, và cơ điện tử.

### Kỹ thuật điện
Kỹ thuật điện là lĩnh vực nghiên cứu, thiết kế, và chế tạo những hệ thống điện và điện tử. Những lĩnh vực chuyên ngành của kỹ thuật điện bao gồm: hệ thống năng lượng (như hệ thống sản xuất, truyền tải, phân phối và tiêu thụ điện), kỹ thuật điện tử (mạch điện tử và các linh kiện như điện trở, tụ điện, diode bán dẫn, transistor), kỹ thuật điều khiển–tự động hóa (như bộ xử lý tín hiệu số DSP, vi điều khiển, PLC, dụng cụ đo), vi mạch điện tử (như vi mạch tích hợp, công nghệ vi chế tạo, công nghệ micro, công nghệ nano), hệ thống viễn thông (như cáp đồng trục, cáp quang), hệ thống máy tính (như máy tính cá nhân hay hệ thống điều khiển trung tâm). Thông thường, hai phân ngành kỹ thuật điện tử và kỹ thuật máy tính được tách riêng thành hai lĩnh vực độc lập với kỹ thuật điện.

### Kỹ thuật hóa học
Kỹ thuật hóa học là lĩnh vực thực hiện sự biến đổi vật chất dựa trên những nguyên lý cơ bản về hóa học, vật lý, và toán học. Những khái niệm đặc trưng của ngành kỹ thuật hóa học bao gồm: tính toán, thiết kế và vận hành nhà máy, thiết kế quá trình hóa học (như sấy, lọc, trích ly, bay hơi) và hiện tượng vận chuyển (như truyền khối, truyền nhiệt, cơ lưu chất). Những kỹ sư hóa học tham gia nghiên cứu, thiết kế và vận hành những quá trình hóa học ở quy mô công nghiệp như sản xuất hóa chất cơ bản, lọc–hóa dầu, dược phẩm, polyme (như nhựa, sợi tổng hợp), giấy, năng lượng hạt nhân, luyện kim, nhiên liệu...

### Kỹ thuật xây dựng
Kỹ thuật xây dựng là lĩnh vực thiết kế, xây dựng, và bảo trì những công trình công cộng–tư nhân, như hạ tầng cơ sở (sân bay, cảng, đường bộ, đường sắt, hệ thống cấp nước và hệ thống xử lý nước, v.v...), cầu, đập nước, và các tòa nhà. Kỹ thuật xây dựng được chia thành nhiều chuyên ngành như kỹ thuật kết cấu, kỹ thuật môi trường, kỹ thuật khảo sát xây dựng. Về mặt lịch sử, ngành kỹ thuật xây dựng được tách ra từ ngành kỹ thuật quân sự.

## Những ngành kỹ thuật khác

### Kỹ thuật hàng không vũ trụ
Kỹ thuật hàng không vũ trụ chuyên nghiên cứu, thiết kế, và chế tạo máy bay, vệ tinh, hỏa tiễn, trực thăng... Lĩnh vực này nghiên cứu sâu về sự chênh lệch áp suất và các hệ khí động lực học của một thiết bị nhằm đảm bảo an toàn và hiệu suất cao nhất. Vì đây là lĩnh vực nghiên cứu về lưu chất nói chung, nên có thể ứng dụng vào bất kỳ loại phương tiện di chuyển nào, ví dụ như xe hơi.

### Kỹ thuật hàng hải
Kỹ thuật hàng hải là lĩnh vực liên quan đến bất cứ thứ gì có mặt trên mặt biển hoặc ở gần biển. Một số ví dụ về đối tượng nghiên cứu của kỹ thuật hàng hải bao gồm: tàu thủy, tàu ngầm, giàn khoan dầu, hệ thống thủy lực, cảng biển... Lĩnh vực này sử dụng kiến thức kết hợp từ nhiều lĩnh vực kỹ thuật khác như kỹ thuật cơ khí, điện, xây dựng, lập trình.

### Kỹ thuật máy tính
Kỹ thuật máy tính là lĩnh vực kết hợp bởi ngành khoa học máy tính và kỹ thuật điện tử nhằm phát triển thiết bị phần cứng và phần mềm máy tính. Những kỹ sư máy tính thường được đào tạo về nhiều lĩnh vực chuyên môn như kỹ thuật điện tử (hoặc kỹ thuật điện), thiết kế phần mềm, tích hợp phần cứng–phần mềm, thay vì chỉ là kỹ thuật phần mềm hoặc kỹ thuật điện tử riêng lẻ.

### Kỹ thuật hệ thống
Kỹ thuật hệ thống là lĩnh vực chuyên về phân tích, thiết kế và điều khiển hệ thống kỹ thuật. Lĩnh vực này tập trung vào khoa học và công nghệ của hệ thống công nghiệp, nhằm phân tích và thiết kế hệ thống để sản xuất hàng hóa và dịch vụ một cách hiệu quả.

## Kỹ thuật liên ngành
Kỹ thuật liên ngành là những lĩnh vực ứng dụng nhiều chuyên ngành kỹ thuật cơ bản khác nhau. Trong quá khứ, ngành kỹ thuật hàng hải và kỹ thuật khai khoáng từng là những phân ngành kỹ thuật chính. Những lĩnh vực kỹ thuật liên ngành khác bao gồm: Kỹ thuật sản xuất, kỹ thuật âm thanh, kỹ thuật ăn mòn, kỹ thuật điều khiển–tự động, kỹ thuật không gian, kỹ thuật máy tính, kỹ thuật điện tử, kỹ thuật thông tin, kỹ thuật dầu khí, kỹ thuật môi trường, kỹ thuật hệ thống, kỹ thuật thu âm, kỹ thuật kiến trúc, kỹ thuật nông nghiệp, kỹ thuật hệ sinh học, kỹ thuật sinh học dược, kỹ thuật địa chất, kỹ thuật dệt, kỹ thuật công nghiệp, kỹ thuật vật liệu, và kỹ thuật hạt nhân. Những chuyên ngành kỹ thuật này thuộc 36 viện thành viên thuộc Hội đồng Kỹ thuật Anh quốc.
Một số chuyên ngành mới, được kết hợp với những lĩnh vực truyền thống để tạo nên những lĩnh vực kỹ thuật hoàn toàn mới – như ngành kỹ thuật và quản lý hệ Trái Đất bao gồm nhiều lĩnh vực chuyên môn như phương pháp nghiên cứu kỹ thuật, khoa học môi trường, đạo đức kỹ thuật, và nguyên lý kỹ thuật.